# إيمانويل أوكويي
إيمانويل أوكويي (بالإنجليزية: Emmanuel Okoye)‏ (5 أبريل 1991 بلاغوس في نيجيريا - ) هو لاعب كرة قدم نيجيري في مركز الهجوم . لعب مع أريس ليماسول ونادي بانيونيوس ونادي بافوس ونادي فيزاس ‏.

## روابط خارجية
- إيمانويل أوكويي على موقع قاعدة بيانات كرة القدم.إي يو (الإنجليزية)
- إيمانويل أوكويي على موقع Soccerway.com (الإنجليزية)